# Nefrología

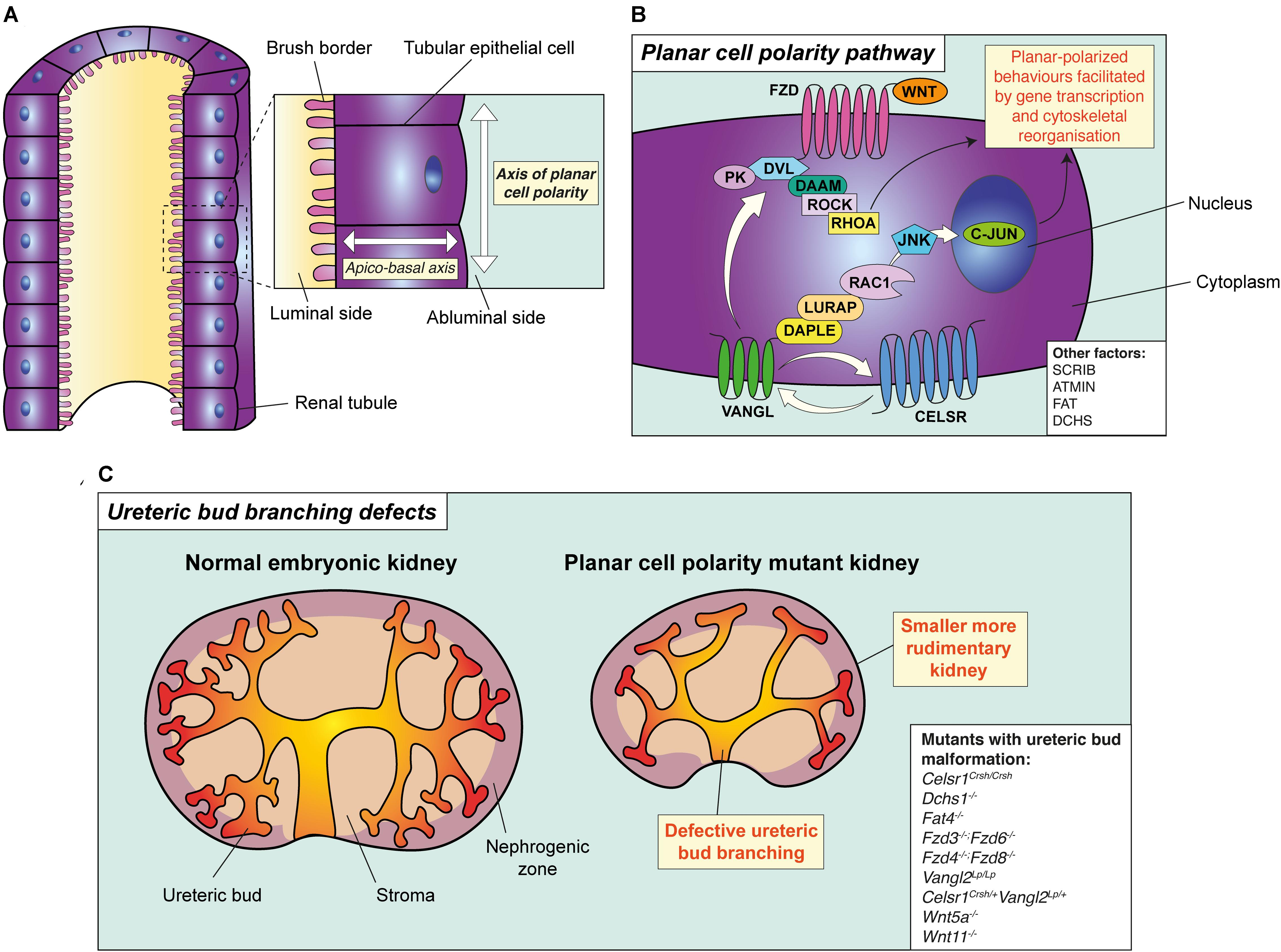
El principio y la vía de la polaridad celular plana y su papel en la morfogénesis ramificada.

La nefrología es la especialidad médica, rama de la medicina interna, que se ocupa del estudio de la estructura y la función renal, tanto en la salud como en la enfermedad, incluyendo la prevención y tratamiento de las enfermedades renales. La palabra nefrología deriva de la voz griega νεφρός (nephrós), que significa riñón, y del sufijo -logía (estudio, tratado). 

## Definición
La nefrología puede ser definida como la especialidad clínica que se ocupa del estudio de la anatomía, fisiología, patología, promoción de salud, prevención, clínica, terapéutica y rehabilitación de las enfermedades del aparato urinario en su totalidad, incluyendo las vías urinarias que repercuten sobre el parénquima renal. A diferencia de la urología, esta no es una especialidad quirúrgica. 
El médico especialista en nefrología se llama nefrólogo. La nefrología no debe confundirse con la urología, que es la especialidad quirúrgica del aparato urinario y el aparato genital masculino.

## Alcance de la especialidad
La nefrología se refiere al diagnóstico de la enfermedad renal y de su tratamiento, tanto con medicamentos como con terapia de reemplazo renal (lo que incluye el seguimiento de los pacientes con trasplante renal). Adicionalmente, a los nefrólogos como expertos en el cuidado de los trastorno de electrolitos y de la hipertensión. La mayoría de las condiciones renales son crónicas.

## Enfermedades de las que se ocupa la nefrología
Los pacientes son referidos a los especialistas de nefrología por diferentes razones, como por ejemplo las siguientes.
- Insuficiencia renal, es la condición en la cual los riñones dejan de funcionar correctamente:
  - Insuficiencia renal aguda, una pérdida repentina de la función renal.
  - Insuficiencia renal crónica, otro doctor ha detectado síntomas de declinación de la función renal, a menudo una subida de la creatinina, que persiste más de 3 meses.
- Hematuria, pérdida de sangre por la orina.
- Proteinuria, la pérdida de proteína, especialmente albúmina, en la orina.
- Piedras en el riñón.
- Cáncer en el riñón, sobre todo carcinoma renal, pero este es generalmente el dominio del urólogo.
- Infecciones del tracto urinario crónicas o recurrentes.
- Hipertensión que ha fallado en responder a las formas múltiples de medicación antihipertensiva o puede tener una causa secundaria.
- Alteraciones hidroelectrolíticas o desequilibrio ácido-base.
- Personas que requieren iniciar terapia renal sustitutiva como trasplante renal, hemodiálisis y diálisis peritoneal.
- Glomerulonefritis. Afectación directamente al glomérulo, parte fundamental de la Nefrona la cual se encarga de impedir que ciertas sustancias del organismo se excreten de forma anormal por la orina.
- Síndrome nefrítico. Síndrome nefrológico caracterizado por pérdida de proteínas en orina en un rango menor de 3.5 g/24 h, hematuria macro o microscópica e hipertensión arterial.
- Síndrome nefrótico. Síndrome nefrológico caracterizado por pérdida de proteínas en orina en un rango mayor a 3.5 g/24 h, edema, hipoalbuminemia, dislipedmia, lipiduria.
- Pacientes en terapias de sustitución renal como son:
  - Diálisis peritoneal: Inicio, colocación de catéter de Tenckhoff vía percutánea, seguimiento del paciente en diálisis, manejo de las complicaciones principalmente peritonitis.
  - Hemodiálisis: Inicio, manejo y colocación de accesos vasculares temporales y definitivos, seguimiento del paciente en hemodiálisis, así como diagnóstico y tratamiento de sus complicaciones.
- Trasplante renal: Inicio del protocolo, tanto del donante vivo como del cadavérico, seguimiento, vigilancia del evento quirúrgico, seguimiento del postquirúrgico inmediato, mediato y tardío, manejo de la inmunosupresión.

## Diagnóstico
Como con el resto de medicina, las pistas importantes en cuanto a la causa de cualquier síntoma se obtienen con la historia del paciente y el examen físico.
Las pruebas de laboratorio se dirigen casi siempre a la: urea, creatinina, electrolitos, biometria hemática  y análisis de orina, que es con frecuencia la prueba dominante en sugerir un diagnóstico.
Pruebas especializadas pueden ser ordenadas para descubrir o para enlazar/relacionar ciertas enfermedades sistémicas a la falla del riñón, como serologías de hepatitis B o hepatitis C, o lupus, paraproteinemias como amiloidosis, mieloma múltiple, u otras enfermedades sistémicas que conduzcan a la falla del riñón. La recolección de una muestra de orina de 24 horas puede dar información valiosa sobre la capacidad de filtrado del riñón y la cantidad de pérdida de proteína en algunas formas de enfermedades del riñón. Sin embargo, en la escena de la enfermedad renal crónica, las muestras de orina de 24 horas han sido reemplazadas recientemente por el cociente del punto de orina de la proteína y la creatinina.
Otras pruebas realizadas a menudo por los nefrólogos son:
- Biopsia renal, para obtener un diagnóstico de tejido de un desorden cuando la naturaleza o la etapa exacta sigue siendo incierta.
- Exploración de ultrasonido del tracto urinario y de vez en cuando examinar los vasos sanguíneos renales.
- Tomografía axial computarizada cuando se sospechan lesiones de masa o para ayudar al diagnóstico de la nefrolitiasis.
- La gammagrafía (medicina nuclear) para la medida exacta de la función renal (hecha raramente), la diagnosis de la enfermedad de la arteria renal, o 'función split' de cada riñón.
- Angiografía de resonancia magnética nuclear cuando pudieran estar afectados los vasos sanguíneos.

## Tratamientos en nefrología
Muchas enfermedades del riñón son tratadas simplemente con medicación, como diuréticos, corticoides, inmunosupresores, antihipertensivo]s y otros. Frecuentemente, se requiere tratamiento con eritropoyetina y vitamina D para reemplazar estas dos hormonas, cuya producción disminuye en la enfermedad renal crónica.
Cuando los síntomas del fracaso renal llegan a ser demasiado severos, se requiere terapia renal sustitutiva. La técnica de elección es el trasplante renal. Este es llevado a cabo por el urólogo, y en algunos casos por el cirujano general. No obstante, el nefrólogo se encarga de la selección del receptor del trasplante así como de su seguimiento y el tratamiento de sus complicaciones (especialmente el rechazo y las infecciones derivadas del tratamiento inmunosupresor).
En los casos en los que el trasplante no está indicado o no es posible, existen otras técnicas, llamadas genéricamente diálisis renal. Entre estas, cabe destacar la hemodiálisis, la hemofiltración, la hemodiafiltración y la diálisis peritoneal.

## Otras especialidades médicas
En los casos con IRC es importante el control y prevención de la deshidratación-acidosis: si no se posibilita una ingesta hídrica adecuada en estos pacientes, pueden llegar rápidamente a la deshidratación, disminución de la perfusión renal y deterioro progresivo de la función renal.
En los nefrópatas crónicos la acidosis metabólica es producto de la incapacidad de los riñones para excretar suficientes hidrogenoiones y para reabsorber bicarbonato. El consumo de dietas con alto contenido proteico puede contribuir a la acidosis.y esta a su vez a una serie de efectos adversos: anorexia, náuseas, vómitos, letargo, debilidad, desgaste muscular y pérdida de peso.